# Clavus exasperatus
Clavus exasperatus là một loài ốc biển, là động vật thân mềm chân bụng sống ở biển trong họ Drilliidae.

## Tham khảo

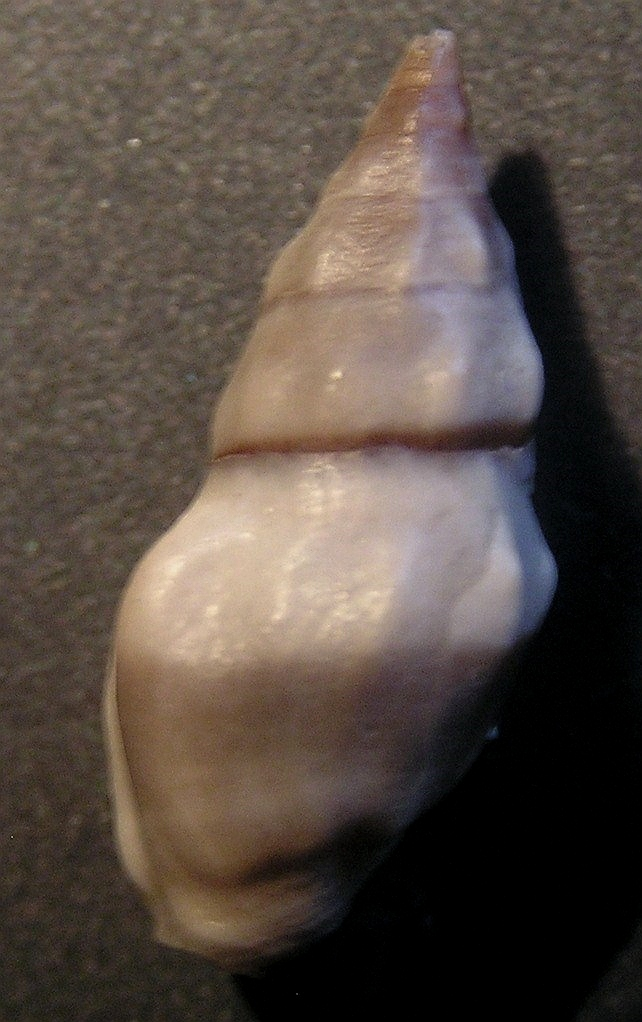
abapertural view
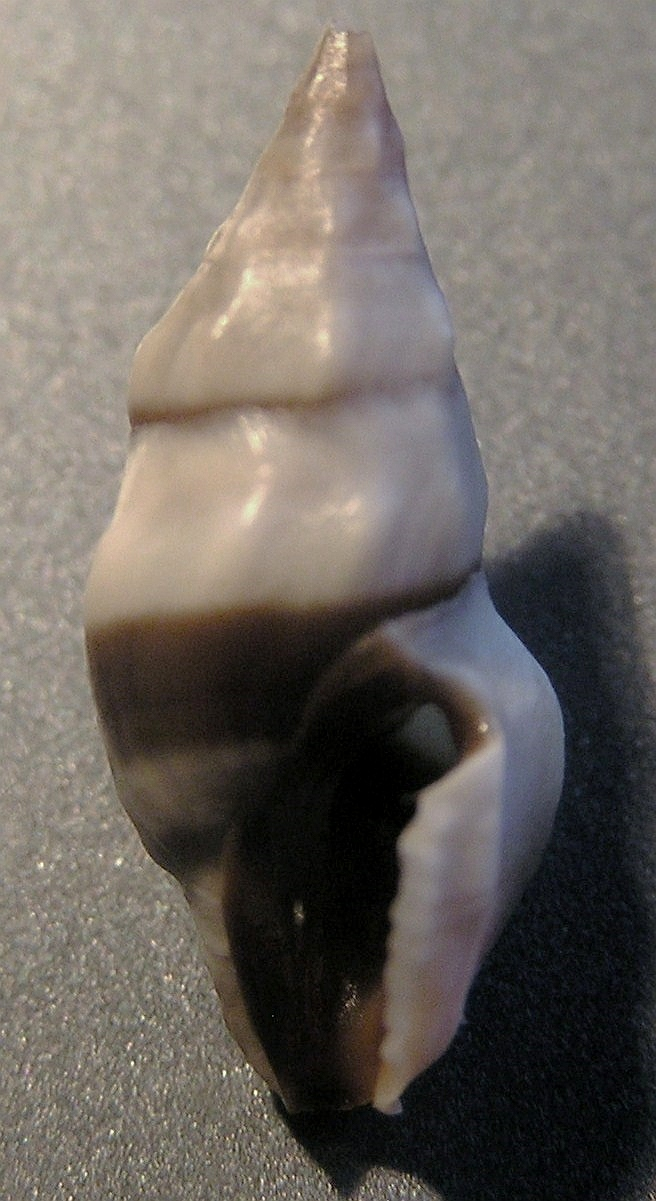
apertural view